# Skoryl

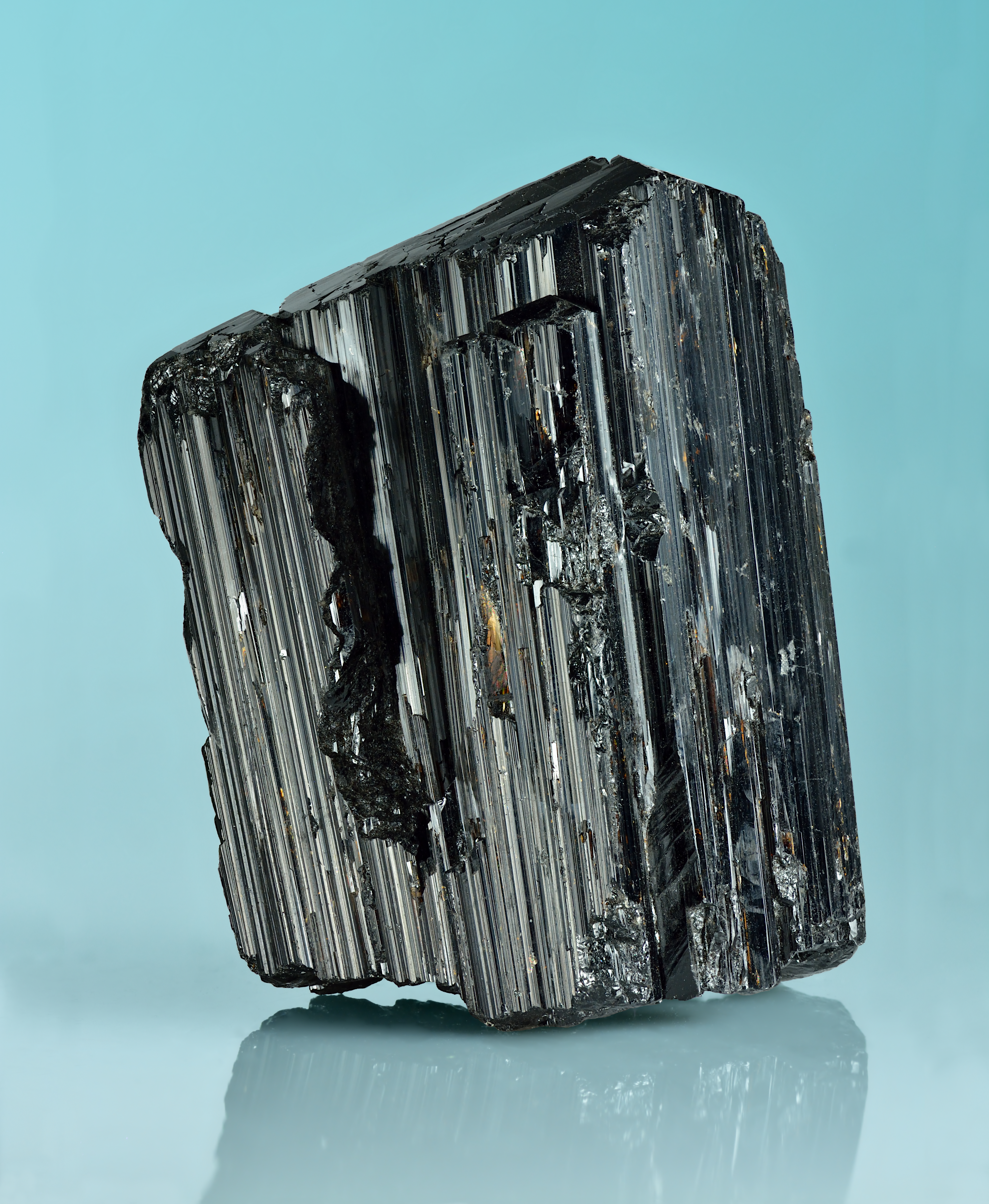
Skoryl

Skoryl (Mathesius, 1524), chemický vzorec NaFe2+3Al6(BO3)3Si6O18(OH)4, je trigonální minerál ze skupiny turmalínu. Název má pravděpodobně podle místa, odkud byl poprvé popsán: obec Zschorlau, spolková země Sasko, Německo. První známý podrobný popis minerálu s označením „schürl“ a jeho výskyt v saském Krušnohoří sepsal v roce 1562 Johannes Mathesius (1504-1565). 

## Původ
Skoryl vzniká jako akcesorický minerál v kyselých magmatech (často v žulách), ve kterých je přítomen bor. Větší krystaly jsou běžné v pegmatitech, vzácněji bývá v aplitech a vzácně vzniká hydrotermálními procesy, obvykle na puklinách. Někde tvoří až monominerální horniny zvané turmalínovce.

## Vlastnosti
- Fyzikální vlastnosti: Tvrdost 7–7,5, křehký, hustota 2,9–3,2 g/cm³, štěpnost nedokonalá podle {1011}, lom lasturnatý, nerovný.
- Optické vlastnosti: Barva: černá, někdy s náběhem do modra, zelena nebo hněda. Lesk skelný, průhlednost: neprůhledný, vryp šedobílý.
- Chemické vlastnosti: Chemické složení Na 2,18 %, Al 15,37 %, Fe 15,91 %, Si 16,00 %, B 3,08 %, H 0,38 %, O 47,08 %. V kyselinách nerozpustný. Před dmuchavkou se taví.
- Elektrické vlastnosti: Pyroelektrický a piezoelektrický (zahříváním a třením se konce krystalů nabíjejí opačným elektrickým nábojem).

## Podobné minerály
Černé turmalíny nejsou pouze skoryl, na mnoha lokalitách se ve skutečnosti jedná o fluor-skoryl a oxy-skoryl, tyto minerály však od sebe nelze bez podrobné chemické analýzy nijak rozlišit. Podobný je také turmalín dravit, který však bývá spíše hnědý a vyskytuje se v geochemicky odlišných typech hornin.

## Parageneze
apatit, ortoklas, křemen, beryl, topaz

## Využití
Skoryl se využívá ve šperkařství, kdy se osazuje na náhrdelníky a do prstenů. Jeho další využití je v elektrotechnice.

## Naleziště
Hojný minerál.
- Česko – skoryl je poměrně hojný minerál, který se nachází na mnoha lokalitách granitoidů i pegmatitů, ať už ve formě malých milimetrových krystalků a nebo velkých krystalů dosahující až několika decimetrů. Zvláštností na území Česka je lokalita poblíž města Protivín, kde se vyskytují celé krystalické shluky zvané Myšenecká slunce. Z pegmatitů pochází i mohutné vějíře krystalů o délce i více než metr. Nádherné krystaly jsou známé především z pegmatitů v Dolních Borech, Cyrilově, Sukách, Bobrůvce a řadě dalších. Z Horních Borů a Cyrilova pochází čočkovité krystaly světové kvality.
- Slovensko